# Grammetaria minima
Grammetaria minima is een soort in de taxonomische indeling van de armpotigen (Brachiopoda). 
Het dier behoort tot het geslacht Grammetaria en behoort tot de familie Frieleiidae. De wetenschappelijke naam van de soort werd voor het eerst geldig gepubliceerd in 1994 voor het eerst wetenschappelijk door Zezina.